# Liste der Biografien/Horo
Liste der Biografien |
Portal Biografien |
Personensuche
# |
A |
B |
C |
D |
E |
F |
G |
H |
I |
J |
K |
L |
M |
N |
O |
P |
Q |
R |
S |
T |
U |
V |
W |
X |
Y |
Z |
?
 
Ha |
Hd |
He |
Hi |
Hj |
Hk |
Hl |
Hm |
Hn |
Ho |
Hr |
Hs |
Ht |
Hu |
Hv |
Hw |
Hy
 
Hoa |
Hob |
Hoc |
Hod |
Hoe |
Hof |
Hog–Hok |
Hol |
Hom |
Hon |
Hoo |
Hop |
Hoq |
Hor |
Hos |
Hot |
Hou |
Hov |
How |
Hox |
Hoy |
Hoz
 
Hora |
Horb |
Horc |
Hord |
Hore |
Horf |
Horg |
Horh |
Hori |
Horj |
Hork |
Horl |
Horm |
Horn |
Horo |
Horp |
Horr |
Hors |
Hort |
Horu |
Horv |
Horw |
Horx |
Hory |
Horz
Die Liste der Biografien führt alle Personen auf, die in der deutschsprachigen Wikipedia einen Artikel haben. Dieses ist eine Teilliste mit 63 Einträgen von Personen, deren Namen mit den Buchstaben „Horo“ beginnt.

## Horo

### Horod
- Horodecki, Ryszard (* 1943), polnischer Physiker
- Horodecki, Władysław (1863–1930), polnischer Architekt
- Horodezky, Samuel Aba (1871–1957), Historiker der jüdischen Mystik und des Chassidismus
- Horodisch, Abraham (1898–1987), niederländischer Antiquar, bibliophiler Sammler und Autor
- Horodischtsch, Leon (1872–1940), russisch-jüdischer Bankier, Händler und Zionist
- Horodna, Olena (* 2004), ukrainische Biathletin

### Horoh
- Horoho, Patricia (* 1960), US-amerikanische Offizierin, Surgeon General der United States Army

### Horol
- Hörold, Detlef (1955–2016), deutscher Entertainer und Musiker
- Höroldt, Dietrich (* 1927), deutscher Historiker und Archivar
- Höroldt, Johann Gregorius († 1775), deutscher Porzellanmaler
- Höroldt, Ulrike (* 1961), deutsche Historikerin und Archivarin

### Horom
- Horomia, Parekura (1950–2013), neuseeländischer Politiker (New Zealand Labour Party)
- Horomona, Maata (1893–1939), neuseeländische Filmdarstellerin

### Horos
- Horos, griechischer Steinschneider

### Horot
- Horota, Birgit (1936–2021), deutsche Bildhauerin und Grafikerin
- Horota, Stephan (* 1932), deutscher Bildhauer

### Horov
- Horovitch, David (* 1945), britischer Schauspieler
- Horovitz, Armin (1880–1965), polnischer Maler
- Horovitz, Béla (1898–1955), ungarischer Verleger
- Horovitz, Israel (1939–2020), US-amerikanischer Dramatiker, Drehbuchautor und Schauspieler
- Horovitz, Jesaja (1565–1630), Talmudist, Kabbalist, Oberrabbiner in Prag
- Horovitz, Josef (1874–1931), deutscher Orientalist
- Horovitz, Joseph (1926–2022), britischer Dirigent und Komponist österreichischer Herkunft
- Horovitz, Leopold (1837–1917), Porträtmaler
- Horovitz, Markus (1844–1910), ungarischer Historiker und orthodoxer Rabbiner
- Horovitz, Michael (1935–2021), britischer Lyriker, Performancekünstler, Herausgeber und Übersetzer
- Horovitz, Pinchas David (1876–1941), chassidischer Großrabbiner und Kabbalist
- Horovitz, Rachael (* 1961), US-amerikanische Filmproduzentin
- Horovitz, Stephanie (1887–1942), polnische Chemikerin und Psychologin

### Horow
- Horowitz, Anthony, britischer Schriftsteller und DrehbuchautorAnthony Horowitz

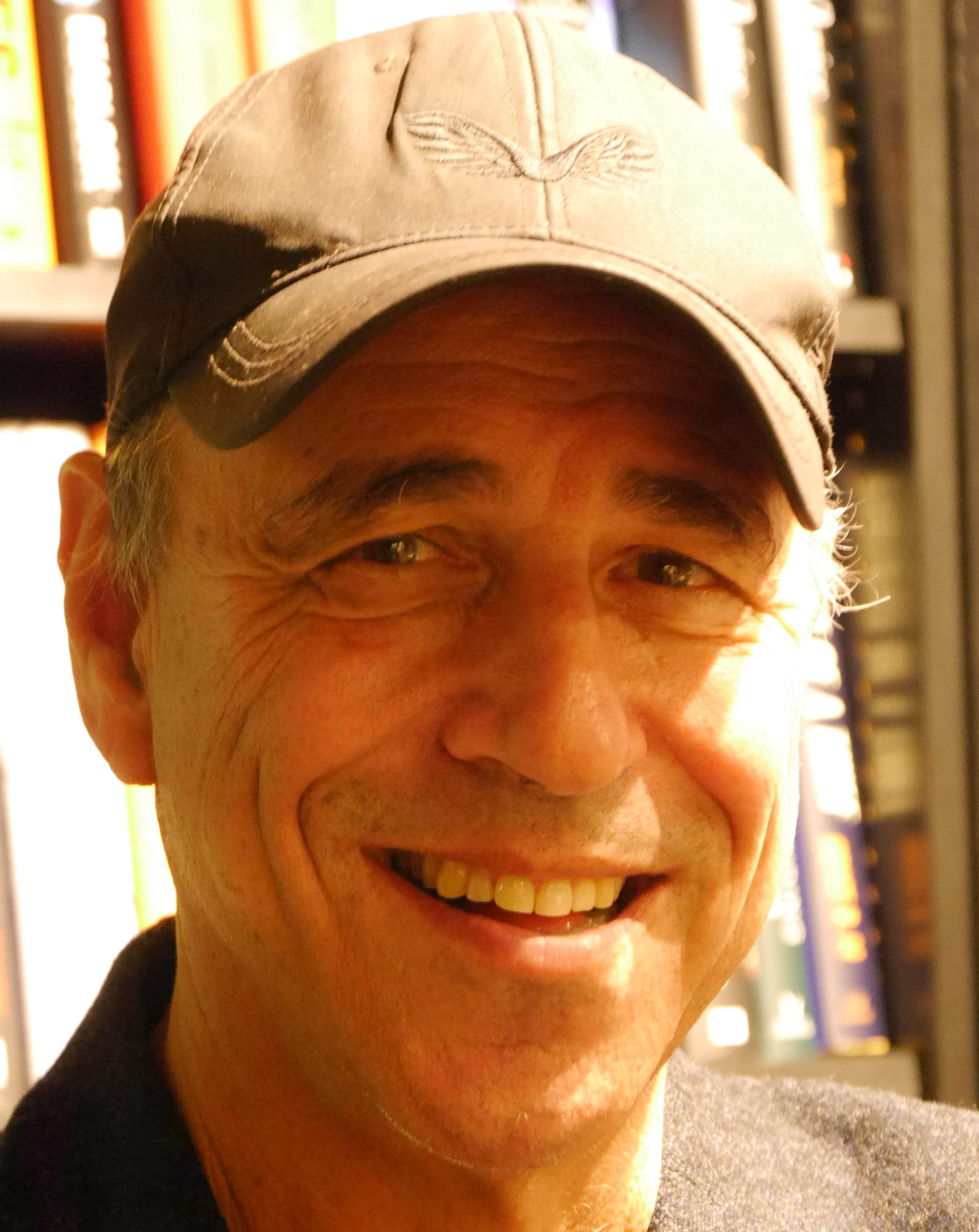
Anthony Horowitz

- Horowitz, Ben (* 1966), US-amerikanischer Unternehmer, Investor und Autor
- Horowitz, David (1899–1979), israelischer Ökonom
- Horowitz, David (1939–2025), US-amerikanischer Publizist und AktivistDavid Horowitz (1939–2025)

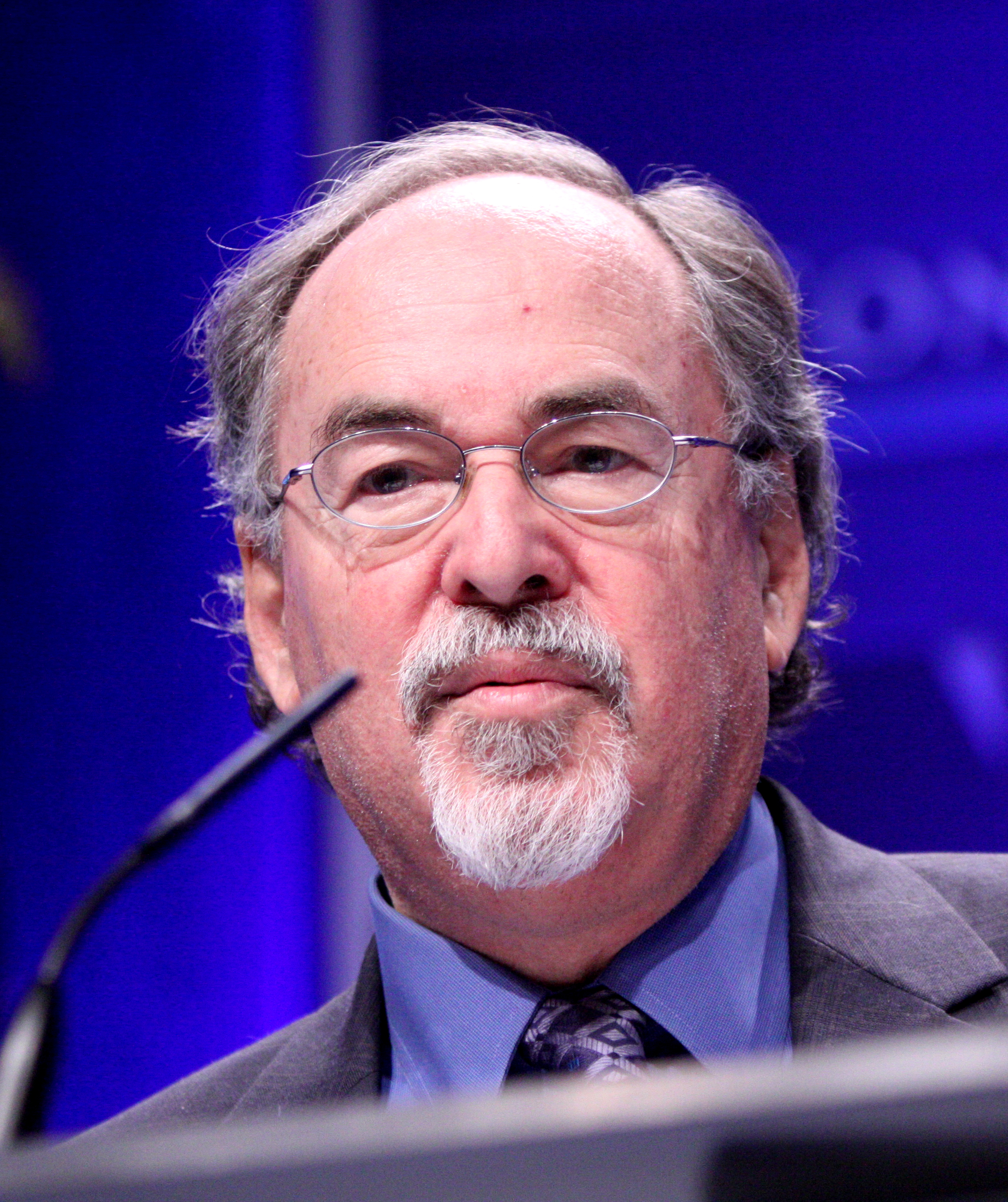
David Horowitz (1939–2025)

- Horowitz, David (1942–2020), US-amerikanischer Jazzmusiker (Piano, Keyboard) und Filmkomponist
- Horowitz, Fran, US-amerikanische Geschäftsfrau
- Horowitz, Gary (* 1955), US-amerikanischer Physiker
- Horowitz, Herbert E. (1930–2019), US-amerikanischer Diplomat
- Horowitz, Irving Louis (1929–2012), US-amerikanischer Soziologe
- Horowitz, Israel Albert (1907–1973), US-amerikanischer Schachspieler
- Horowitz, Jaakow Jizchak (1745–1815), polnischer Rabbiner
- Horowitz, Jake, US-amerikanischer Theater- und Filmschauspieler
- Horowitz, Jakob (1837–1907), deutscher Rabbiner
- Horowitz, Jordan (* 1980), US-amerikanischer Filmproduzent und Drehbuchautor
- Horowitz, Jules (1921–1995), französischer Physiker
- Horowitz, Lazar (1803–1868), Rabbiner in Wien
- Horowitz, Manfred (1880–1937), deutscher Jurist und Politiker (SPD), MdHB
- Horowitz, Michael (1950–2024), österreichischer Schriftsteller, Verleger und Fotograf
- Horowitz, Mikhael (* 1988), israelischer Eishockeyspieler und -trainer
- Horowitz, Mitch (* 1965), US-amerikanischer Autor und Verleger
- Horowitz, Moses (1844–1910), jiddischer Theaterschriftsteller und Theaterleiter
- Horowitz, Nina (* 1977), österreichische Journalistin und Fernsehmoderatorin
- Horowitz, Nitzan (* 1964), israelischer Politiker
- Horowitz, Paul (* 1942), US-amerikanischer Physiker und Elektronik-Spezialist
- Horowitz, Pinchas (1730–1805), Rabbiner in Frankfurt am Main
- Horowitz, Regina (1900–1984), ukrainisch-russische Pianistin und Hochschullehrerin
- Horowitz, Ryszard (* 1939), polnisch-amerikanischer Werbefotograph und Überlebender des Holocaust
- Horowitz, Samuel (1726–1778), chassidischer Rabbiner
- Horowitz, Scott J. (* 1957), US-amerikanischer Astronaut
- Horowitz, Shabbethai (1590–1660), Rabbiner und Talmudgelehrter
- Horowitz, Shabbethai Sheftel (1565–1619), kabbalistischer Rabbiner
- Horowitz, Vladimir (1903–1989), US-amerikanischer PianistVladimir Horowitz (1903–1989)

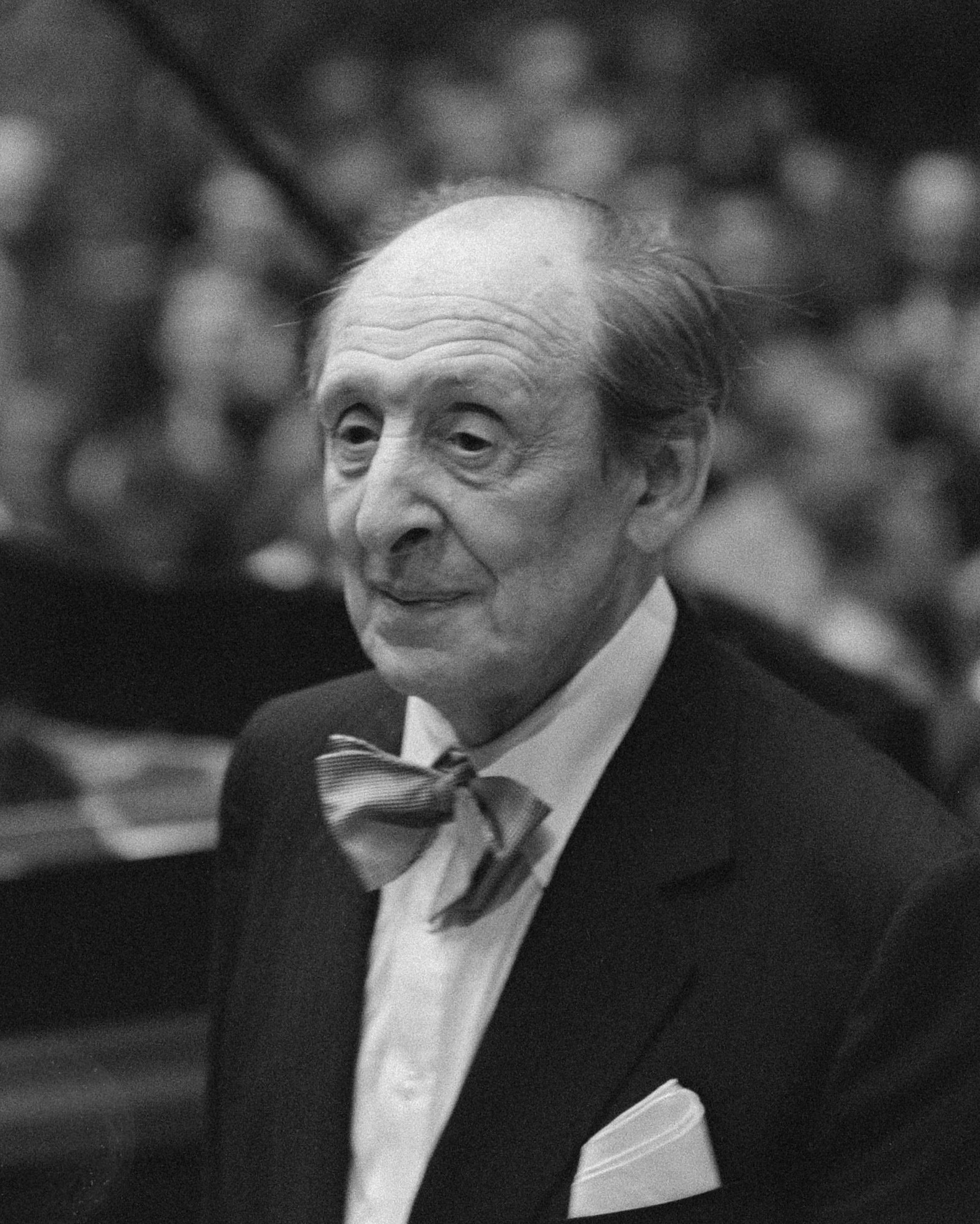
Vladimir Horowitz (1903–1989)

- Horowska, Nikola (* 2001), polnische Sprinterin
- Horowski, Leonhard (* 1972), deutscher Historiker, Buchautor und Publizist